# Classe Scorpène
Pour les articles homonymes, voir Scorpène.
La classe Scorpène est un type de sous-marin à propulsion classique de nouvelle génération développé et fabriqué en France par Naval Group (anciennement DCNS) en coopération avec l'industriel espagnol Navantia à des fins de ventes à l'exportation, Naval Group étant l'autorité de conception des Scorpène. Le Chili et la Malaisie passent commande respectivement en 1997 et 2002 de deux de ces sous-marins chacun, tandis que l'Inde (en 2005), le Brésil (en 2008) et l'Indonésie (en 2024) commandent respectivement six, quatre et deux unités avec un transfert de technologie.
La Roumanie semblait prête à en commander deux exemplaires en mai 2023 avant de décider en octobre de la même année, et à la suite d'un changement de gouvernement, que cela n'entrait plus dans ses priorités en matière d'acquisition d'armement. En 2023 et à l'occasion du 14 juillet et de la présence à Paris du premier ministre indien Narendra Modi, l'Inde annonce sa volonté d'acheter trois sous-marins complétant les six déjà commandés, les négociations devant aboutir au plus tôt fin 2024. En 2024, les Philippines, l'Égypte et plusieurs pays sud-américains sont régulièrement évoqués comme potentiels futurs clients du Scorpène.

## Description
La famille Scorpène est composée de trois types de sous-marins : 
- le Scorpène Compact, adapté aux eaux littorales, est particulièrement discret grâce à l'utilisation du système sous-marin anaérobie Mesma comme mode de propulsion principal ;
- le Scorpène Basic, sous-marin multimission ;
- le Scorpène 2000, sous-marin anaérobie équipé du système de propulsion anaérobie Mesma comme mode de propulsion secondaire, et maintenant de batteries lithium-ion sur le Scorpène evolved.

Ils bénéficient d'une coque en acier HLES 80, d'un système de combat français intégré et d'un système de conduite de plate-forme centralisé complètement automatisé qui permet de réduire l'équipage tout en maintenant un haut niveau de sécurité en plongée.

## Historique

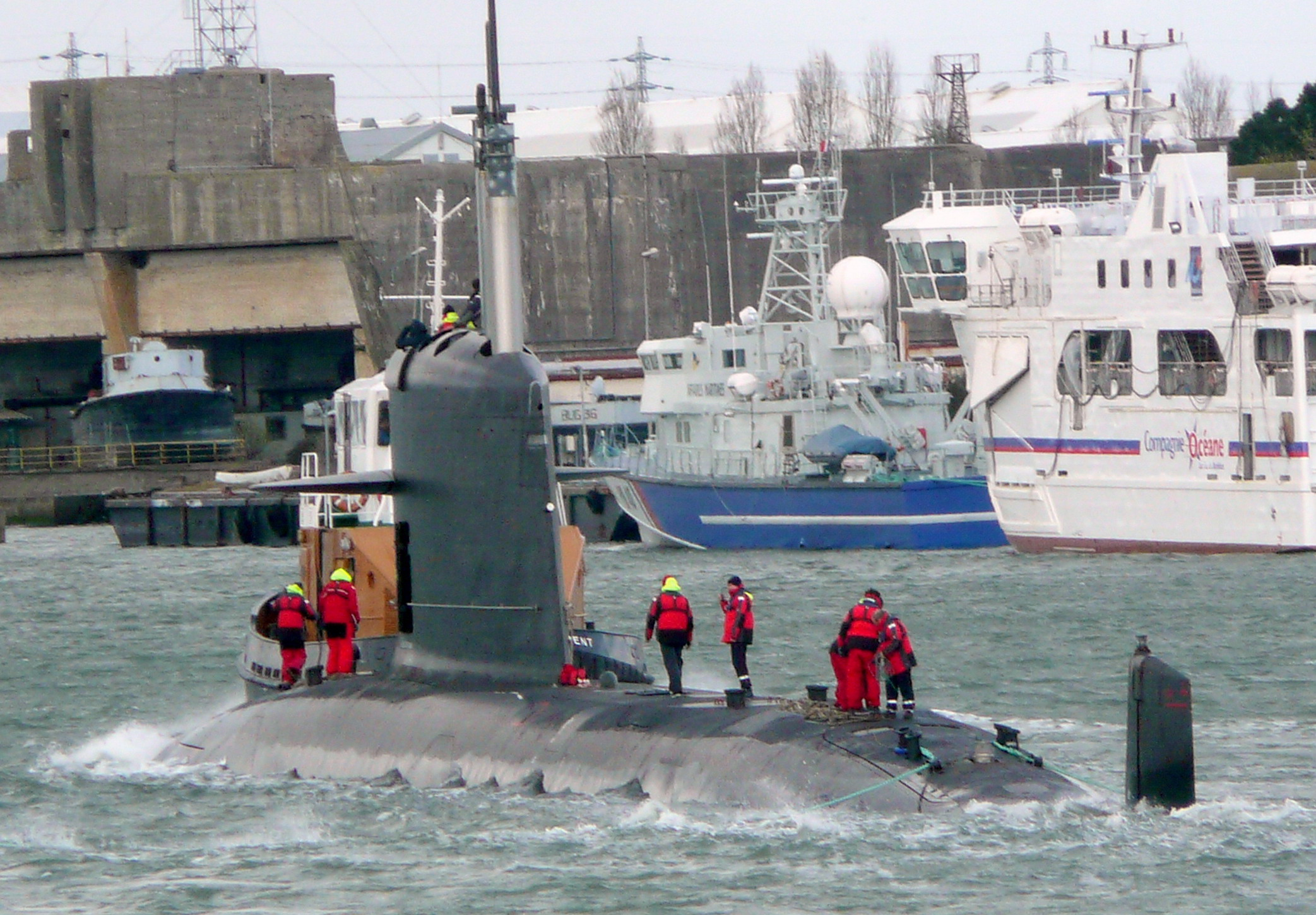
Le Scorpène malaisien Tunku Abdul Rahman lors d'essais à la mer.

Les premiers Scorpène sont construits pour la Marine chilienne sur les chantiers de Cherbourg et de Carthagène, la première unité ayant été livrée en septembre 2005. Deux autres Scorpène sont commandés par la Marine royale malaisienne en 2002 : le Tunku Abdul Rahman, lancé en octobre 2007 à Cherbourg, livré le 27 janvier 2009, puis le Tun Abdul Razak, lancé à Carthagène en octobre 2008. À cette occasion, les industriels espagnols et français du secteur de la défense navale sont appelés à participer activement au développement en Malaisie d’une industrie locale dans le domaine de la réparation et de l'entretien des sous-marins.
En 2008, DCNS demande à son avocat Me Jean-Georges Betto de traduire Navantia devant la Cour internationale d'arbitrage pour avoir pillé ses droits de propriété intellectuelle en vue de développer le programme de sous-marins domestiques espagnols de la classe S-80. Dans ce contexte, DCNS devenu Naval Group, propose alors le Marlin, une version francisée du Scorpène, qui dispose d'une propulsion à moteur Diesel classique ainsi que d'un système de propulsion anaérobie.
En 2010, les parties mettent fin à leur litige en cessant leur coopération sur les sous-marins Scorpène qui seront désormais commercialisés et réalisés uniquement par DCNS.

## Caractéristiques
- Longueur : de 82  à   66 mètres

Silhouette du Scorpene General O'Higgins (SS-23).

- Déplacement en surface : 2 000 tonnes
- Vitesse maximale : supérieure à 20 nœuds en plongée
- Type de propulsion : moteur Diesel électrique
- Autonomie : 50 jours en patrouille
- Endurance en plongée : plus de deux semaines (sans propulsion), six jours en navigation
- Profondeur en plongée : plus de 350 mètres
- Équipage : de 28 à 36

Naval Group propose sur une nouvelle version, le Scorpène evolved l'intégration de batteries lithium-ion permettant de doubler l'autonomie en plongée, d'un usage moins complexe, nécessitant une maintenance moins lourde et moins onéreuse que l'AIP. Ces batteries sont bien plus performantes que les traditionnelles batteries au plomb, en capacité et en vitesse de charge. Il dispose d'une autonomie supérieure à 78 jours [12 jours en immersion] et un rayon d’action de 8000 nautiques, sa disponibilité à la mer est supérieure à 240 jours par an ; les autres performances et caractéristiques sont inchangées. En 2024, l'Indonésie commande deux navires de cette version.

## Utilisateurs

### Chili
| indicatif visuel | Nom               | Construction     | Lancement         | Mise en service  | Base navale |
| ---------------- | ----------------- | ---------------- | ----------------- | ---------------- | ----------- |
| SS-22            | General Carrera   | novembre 2000    | 24 novembre 2004  | 20 juillet 2006  | Talcahuano  |
| SS-23            | General O'Higgins | 18 novembre 1999 | 1er novembre 2003 | 9 septembre 2005 | Talcahuano  |

### Brésil
Le pays construit sous licence quatre Scorpène 2000 dans le cadre du Plan stratégique de défense annoncé le 7 septembre 2008. Ils sont plus lourds de quelque 150 tonnes et plus longs de cinq mètres que le modèle standard soit 71,62 m de long avec un déplacement de 1 870 t en surface.
Le contrat est signé à Rio de Janeiro le 23 décembre 2008 pour un montant estimé à 6,7 milliards d'euros, dont 4,1 à DCNS et le solde à son partenaire local de génie civil Odebrecht pour la construction d'une base navale à Itaguaí devant abriter ces navires. Les bâtiments sont assemblés grâce au transfert de technologie à l’arsenal de Marinha do Rio de Janeiro par Itaguaí Construções Navais, une coentreprise entre Odebrecht (59 %) et DCNS (41 %).
La première tôle a été découpée en juillet 2011 en présence de la Présidente brésilienne et du ministre français Gérard Longuet. Par ailleurs, la France assistera le Brésil dans le développement d'un sous-marin nucléaire d'attaque,, le Álvaro Alberto. En date d'octobre 2016, alors que près de 700 personnes travaillent à la construction des deux premiers navires, il est prévu que les « SBR »-1 à 4 (Scorpène Brazil) dont les numéros de coque vont de S-40 à S-43 soient lancés en juillet 2018, septembre 2020, décembre 2021 et décembre 2022 avec près de trois ans de retard sur le programme initial à la suite de restrictions budgétaires. Selon la Marine brésilienne, le premier bâtiment devrait entrer en service d'ici la fin du premier semestre 2022, et les suivants au rythme de un par an,,,[source secondaire souhaitée].
| indicatif visuel | Nom       | Construction       | Lancement         | Mise en service           | Base navale |
| ---------------- | --------- | ------------------ | ----------------- | ------------------------- | ----------- |
| S-40             | Riachuelo | 27 mai 2010        | 14 décembre 2018  | 1er septembre 2022        | Itaguaí     |
| S-41             | Humaitá   | 1er septembre 2013 | 11 décembre 2020  | 12 janvier 2024           | Itaguaí     |
| S-42             | Tonelero  |                    | 27 mars 2024      | courant 2025 (estimation) | Itaguaí     |
| S-43             | Angostura |                    | 2025 (estimation) | courant 2026 (estimation) | Itaguaí     |

### Inde
En octobre 2005, dans le cadre du programme P-75, un accord a été conclu à Paris sur la construction en Inde de six Scorpène dont deux équipés d'une propulsion anaérobie AIP avec une option pour trois à six autres au-delà de 2018, accompagnée de la vente de 36 missiles antinavires Exocet SM-39, pour un montant annoncé de 2,4 milliards d'euros. La construction des sous-marins d'attaque conventionnels se fait dans les docks de Mazagon (port de Bombay). La marine indienne est le maître d'ouvrage du projet qui prévoit un transfert partiel de technologie, la fourniture de certains équipements et une assistance technique, notamment du groupe Thales et de DCNS. À la suite de l’affaire des frégates de Taïwan (frégates La Fayette vendues à Taïwan), une clause de « transparence financière » a été intégrée lors de la signature des contrats pour permettre "d'éviter toutes formes de corruption". Le programme connaît un retard d'environ trois ans en raison des difficultés de remise à niveau du chantier indien et surtout par leur propension à ne pas respecter les procédures du transfert de technologie du groupe français DCNS. Le premier Scorpène indien, l'INS Kalvari (S21), a été mis à l'eau le 29 octobre 2015 à Bombay pour commencer les essais à quai préalables aux premiers essais en mer prévus en 2016, il entre en service actif en décembre 2017, le sixième Scorpène ne sera livré qu'après 2023 avec six ans de retard sur le calendrier initial.
| indicatif visuel | Nom                 | Construction   | Lancement        | Mise en service   | Base navale            |
| ---------------- | ------------------- | -------------- | ---------------- | ----------------- | ---------------------- |
| S50              | INS Kalvari (S21)   | 1er avril 2009 | 6 avril 2015     | 14 décembre 2017  | Visakhapatnam / Bombay |
| S51              | INS Khanderi (2017) | octobre 2011   | 12 janvier 2017  | 28 septembre 2019 | Visakhapatnam / Bombay |
| S52              | INS Karanj (S23)    | décembre 2012  | 31 janvier 2018  | 16 février 2021   | Visakhapatnam / Bombay |
| S53              | INS Vela (S24)      |                | 6 mai 2019       | 25 novembre 2021  | Visakhapatnam / Bombay |
| S54              | INS Vagir (S25)     |                | 12 novembre 2020 | 23 janvier 2023   | Visakhapatnam / Bombay |
| S55              | INS Vagsheer (S26)  |                | 20 avril 2022    | 2024              | Visakhapatnam / Bombay |

En janvier 2016, le directeur des programmes de DCNS (devenu Naval Group) déclare que la marine indienne envisage trois Scorpène de plus, identiques aux six premiers et dans les mêmes conditions commerciales. Par ailleurs, le Scorpène ou le Marlin de Naval Group sont en concurrence avec les produits de TKMS et du bureau d'étude Rubin pour un contrat de six nouveaux sous-marins, dont quatre seraient construits en Inde, dans le cadre du Projet P-75 I afin de faire face à la puissance navale montante de la Chine,.
Le 14 juillet 2023, à l'occasion de la visite officielle du premier ministre de l'Inde Narendra Modi, l’Inde et la France signent un protocole d’accord pour la construction de 3 sous-marins Scorpène supplémentaires. Comme les 6 premiers, ils seraient construits par le chantier naval Mazagon de Bombay. L'accord de principe, qui concerne également l'achat de 26 avions Dassault Rafale, ne correspond pas à une commande finalisée et les caractéristiques du matériel, tout comme les aspects commerciaux, ne sont alors pas négociés.

### Malaisie
La Malaisie décida d’acheter deux bâtiments en 2002. Le sous-marin de classe Agosta Ouessant fut inclus dans le contrat afin de former les marins malaisiens.
En 2002, le contrat de construction de deux sous-marins Scorpène est conclu entre DCN International et la société espagnole Izar. Un sous-marin Agosta a ensuite été mis à disposition de la marine malaisienne pour la formation de ses équipages. Une plainte est déposée fin 2009 pour corruption et usage de bien sociaux, de plus, une commission de 114 millions d’euros aurait été versée dans le but de favoriser le contrat. Des commissions auraient pu, selon l’accusation, corrompre l’ancien ministre de la Défense malaisien, Najib Razak.
| indicatif visuel | Nom                   | Construction  | Lancement    | Mise en service | Base navale |
| ---------------- | --------------------- | ------------- | ------------ | --------------- | ----------- |
|                  | KD Tunku Abdul Rahman | décembre 2003 | octobre 2007 | janvier 2009    | Port Kelang |
|                  | KD Tun Abdul Razak    |               | octobre 2008 | 2009            | Port Kelang |

### Indonésie
Le 2 avril 2024, Naval Group annonce dans un communiqué que la marine indonésienne a passé commande pour 2 sous-marins Scorpène, qui seront fabriqués en Indonésie, « grâce à un transfert de savoir-faire et de technologie de Naval Group ».

### Argentine
à la suite du naufrage du naufrage de l'ARA San Juan (S-42), le 17 novembre 2017, l'Argentine lance un plan d'acquisition de 3 sous-marins, pour lequel le 209NG (le type 214 ayant été aussi brièvement proposé) est en compétition avec la classe Scorpène. Fin 2024, l'Argentine est en discussion pour acquérir trois navires.
Le 24 novembre 2024, la presse argentine confirme que lors d'un voyage en France début octobre du ministre de la Défense Luis Petri et du chef de la Marine argentine, Carlos Allievi, la délégation argentine a signé une lettre d'intention d'achat pour entamer le processus de négociation formelle pour la construction de 3 sous-marins Scorpène qui seront fabriqués en France. Il s'agirait des Scorpène Evolved avec le déplacement du "modèle Brésil". Ils sont très proches de la description des Scorpènes indonésiens (Longueur : 72 m et Déplacement en surface : 1,600 – 2,000 tonnes).

## Commercial

### Prospections en cours
- Pologne : le programme Orka de la marine polonaise prévoit l'acquisition de 3 sous-marins. Outre la classe Scorpène[41], la compétition inclut les Allemands avec type 212 CD, les Suédois avec la classe Blekinge[42],[43], les Coréens avec la classe Dosan Ahn Changho[44] et les Espagnols avec la classe S-80[45].
- Grèce : en 2025, la Grèce commence des discussions avec les principaux constructeurs de sous-marins européens, pour l'achat de 4 nouveaux sous-marins capables de compenser l'écart capacitaire avec la Turquie. Les premières consultations évaluent la classe Blekinge (ou A26) de Saab, les types 214 et 209NG de TKMS ainsi que le Scorpène et une version dérivée du Barracuda de Naval Group[46].
- Philippines : dans le cadre du programme de modernisation Horizon III, la marine philippine cherche à acquérir deux sous-marins d'attaque conventionnels ou anaérobie. Les Français sont en lice avec les Coréens proposant le KSS-IIIPN, les Espagnols avec la classe S-80[47] et les Allemands associés aux Italiens pour proposer l'U212 NFS[48].

### Échec de vente
- Portugal : en 2004, la Marine portugaise commande le Type 214 de TKMS, via un financement soutenu par le German Submarine Consortium[49] au détriment du Scorpène[50].
- Pakistan : en novembre 2008, la Marine pakistanaise a préféré initialement le Type 214 de TKMS face au Scorpène[51] avant d'opter en 2016 pour des sous-marins de la China Shipbuilding Industry Corporation[52].
- Singapour : le 6 décembre 2013, la Marine de Singapour sélectionne le Type 218SG, aussi connu comme Classe Invincible, de TKMS face au Scorpène doté d'une motorisation anaérobie utilisant la technologie des piles à combustible[53].
- Norvège : le 3 février 2017, la Marine norvégienne sélectionne le Type 212 de TKMS face au Scorpène[54].